# Cristo abrazado a la cruz (El Greco, New York)
Cristo abrazado a la cruz o Cristo con la cruz a cuestas es una obra del Greco, que forma parte de las colecciones del Museo Metropolitano de Arte. Este lienzo se considera el primero que el pintor realizó sobre este tema, y de él se derivan otras cuatro pinturas, consideradas también autógrafas del pintor.

## Introducción
Según el catálogo razonado de obras del Greco, realizado por Harold Wethey, el pintor realizó tres versiones distintas sobre el tema de Cristo abrazado a la cruz. El presente lienzo sería el prototipo de la primera variante. Los otros dos modelos estarían representados por:
- Cristo abrazado a la cruz (El Greco, museo del Prado) (La segunda variante);
- Cristo abrazado a la cruz (El Greco, Museo Thyssen) (La tercera variante),

## Tema de la obra
Esta imagen se puede interpretar como un descanso en el trayecto de Jesús por la Vía Dolorosa, camino del Monte Calvario. Pero quizás la cruz aquí simbolice la tarea individual para superar las dificultades —especialmente espirituales— de la vida cotidiana, reflejando la cita del evangelio de Mateo 16:24: "Entonces dijo Jesús a sus discípulos: Si alguno quiere venir en pos de mí, niéguese a sí mismo, tome su cruz y sígame."  

## Análisis de la obra

### Datos técnicos y registrales
- Nueva York, Museo Metropolitano de Arte, Accession number: 1975.1.145.[4]
- Pintura al óleo sobre lienzo;
- Dimensiones: 105 x 79 cm;
- Datación: hacia 1577-1587;
- Firmada con letras griegas en cursiva, parcialmente borradas, en la parte alta de la izquierda de la cruz, sobre la mano izquierda de Cristo: δομήνικος θεοτοκóπουλος ε'ποíει.
- Catalogado por Wethey con el n.º 50, y por Tiziana Frati con la referencia 79-a.[5]

### Descripción de la obra
Toda la composición está inundada por fogonazos de luz procedentes del celaje, que parecen esculpir los pliegues de la ropa de Jesús. Su anatomía parece inspirada en la obra escultórica de Miguel Ángel, y su rostro es más afable que en las otras versiones de este modelo. Son destacables los detalles de la corona de espinas, de la barba, y de los dos pronunciados mechones de cabello que destacan sobre el manto azul oscuro en la parte izquierda. Los ojos son grandes, luminosos y húmedos. Ni el mano ni la corona de espinas necesitan ser truculentos para transmitir la sublime expresión que el Greco consigue en esta obra.

### Procedencia
1. Javier de Quinto, conde de Quinto (Madrid y París);
2. Condesa de Quinto (París) según Ellis Waterhouse;
3. Sir William Stirling Maxwell, Pollok, Keir, y Cadder (Escocia);
4. General Archibald Stirling;
5. Lieutenant Colonel William Stirling;
6. Adquirido por Robert Lehman, New York, en 1953.[8]

## Otras versiones del primer tipo

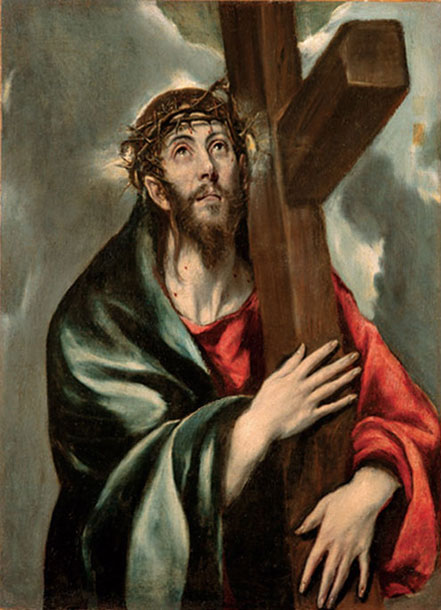
Versión del Museo Nacional de Arte Decorativo, de Buenos Aires

### Versión del Museo Nacional de Arte Decorativo

#### Datos técnicos y registrales
- Buenos Aires, Museo Nacional de Arte Decorativo;
- Pintura al óleo sobre lienzo;
- Dimensiones: 81 x 59 cm, según Wethey;
- Datación: circa 1590-95;
- Firmado en la parte baja del brazo corto de la cruz, con letras griegas en cursiva: δομήνικος θεοτοκóπουλος ε'ποíει;
- Catalogado por Wethey: n º. 52. Tiziana Frati le da la referencia 79-c.

#### Comentario sobre la obra
Es una de las mejores obras del Greco el en todo el Hemisferio sur. El formato del nimbo es ambiguo, sea por el oscurecimiento del lienzo, o bien por una restauración defectuosa.

#### Procedencia
1. Comercio de antigüedades, Madrid;
2. E.Lucas Moreno, París:
3. Von Nemes, Budapest (venta en París, Manzi Galleries, 17-18 de junio de 1913, número 30);
4. Barón Herzog, Budapest (1926);
5. Matías Errazúriz, Buenos Aires.[8]

### Versión del Museo Diocesano de Cuenca

#### Datos técnicos y registrales
- Se expone en el Museo Diocesano, dentro del Palacio Episcopal de Cuenca;
- Pintura al óleo sobre lienzo;
- Dimensiones: 48 x 38 cm;
- Datación: circa 1590-95;
- Firmado a la derecha de la Cruz, con letras griegas en cursiva, parcialmente cortadas: δομήνικος θε(...) ε'ποíει;
- Catalogado por Wethey: n º. 53. Tiziana Frati le da la referencia 79-d.

#### Comentario sobre la obra
Se trata de un fragmento. El lienzo original debía ser de tres cuartos, como la versión de Buenos Aires, a la que se parece mucho, especialmente por el prominente mechón de pelo que cae por la parte izquierda del cuello. Al ser cortada de ancho, se perdió parte de la firma. El nimbo ha sido excesivamente restaurado, con un fondo diferente del de las otras versiones.

#### Procedencia
1. Procede de la Iglesia de la Merced de Huete.[11]

### Versión antiguamente en el Palacio de Sinaia

#### Datos técnicos y registrales
- Antiguamente en el Castillo Peleș, en Sinaia, Rumania;
- Pintura al óleo sobre lienzo;
- Dimensiones: 115 x 71 cm;
- Datación: circa 1585-1590;
- Quedan restos de una firma;
- Catalogado por Wethey: n º. 55. Tiziana Frati le da la referencia 79-f.

#### Comentario sobre la obra
Según Wethey, algunos detalles toscos, como las blandas manos, sugieren la intervención del taller.

### Versión del Museo Nacional de Arte de Cataluña
- En el enlace Cristo abrazado a la cruz (El Greco, Barcelona) se halla la información pertinente sobre esta obra.